# Zygmunt Haupt
Zygmunt Haupt (ur. 5 marca 1907 w Ułaszkowcach na Podolu, zm. 10 maja 1975 w Winchester w stanie Wirginia w USA) – polski pisarz, malarz i architekt. Autor głównie opowiadań i reportaży.

## Życiorys
Zygmunt Haupt był synem Ludwika i Albiny z domu Mazurek. Ukończył szkołę podstawową w Tarnopolu, a następnie gimnazjum w Jarosławiu. Inne źródła podają, że Haupt w 1925 ukończył gimnazjum im. Kopernika we Lwowie, gdzie zdał też maturę. Rozpoczął studia na Uniwersytecie Jana Kazimierza we Lwowie na wydziale inżynieryjnym, lecz przeniósł się z niego na architekturę. W 1928 wyjechał do Paryża, gdzie w latach 1931–1932 studiował na Sorbonie urbanistykę. Tam zaczął malować i pisać.
Z Paryża powrócił do Polski i do czasu zmobilizowania go w 1939 roku do 10 Brygady Kawalerii, aktywnie uczestniczył w życiu kulturalnym Lwowa. W latach 1930–1939 często wypoczywał w majątku ziemskim Stanisławy Groblewskiej w Bystrzycy Szymbarskiej (obecnie ośrodek PAN).
W trakcie II wojny światowej był podporucznikiem brygady artylerii zmotoryzowanej i po agresji sowieckiej na Polskę jego pododdział przedostał się na Węgry. Haupt z obozu dla internowanych przedostał się do Francji. Ewakuowany spod Dunkierki na „Batorym” dotarł na Wyspy Brytyjskie, gdzie służył w Gosford, a później w Londynie. Tam poznał swoją przyszłą żonę, Edith Norris, która była Amerykanką.
W 1946 Zygmunt Haupt wyjechał do Stanów Zjednoczonych wraz z żoną i synem, najpierw do Nowego Orleanu, a w roku 1951 przeniósł się z rodziną w związku z rozpoczęciem pracy w „Głosie Ameryki” do Nowego Jorku, gdzie redagował nowo powstałe pismo „Ameryka”. Drukował też w języku angielskim w pismach: „Accent”, „Nassau Review”, „Furioso”, „The Paris Review”, „New Directions”.
10 maja 1975 roku doznał zawału serca i wylewu krwi do mózgu. Zmarł w szpitalu Winchester w stanie Wirginia, a został pochowany na cmentarzu w Metairie.

## Nagrody
- W 1963 roku przyznano mu nagrodę paryskiej „Kultury” za „Pierścień z papieru”.
- W 1971 został laureatem Nagrody Fundacji im. Kościelskich.

## Upamiętnienie
Archiwum pisarza znajduje się w Stanford University. Od września 2015 roku w Gorlicach i Szymbarku z inicjatywy pisarza Andrzeja Stasiuka organizowany jest Festiwal im. Zygmunta Haupta.

## Twórczość
- Pierścień z papieru (Paryż 1963, Wołowiec 1999, zbiór opowiadań, jedyny wydany za życia)
- Szpica. Opowiadania, warianty, szkice (Paryż 1989, pośmiertnie)
- Baskijski diabeł. Opowiadania i reportaże (Warszawa 2007; Wołowiec 2016; zbiór opowiadań, reportaży i szkiców, obejmuje również utwory zawarte w Pierścieniu z papieru)
- Z Roksolanii. Szkice, opowiadania, recenzje, warianty (Toruń 2009; zebrał, opracował, bibliografią i posłowiem opatrzył prof. dr hab. Aleksander Madyda)

## Opracowania twórczości
- Paweł Panas, Zagubiony wpośród obcych. Zygmunt Haupt – pisarz, wygnaniec, outsider, Instytut Literatury, Kraków 2019[4]
- Piotr Rambowicz, "Potrafię skazać się na nicość". Kreacje przestrzeni w prozie Zygmunta Haupta, [w:] Paryż - Londyn - Monachium - Nowy Jork. Powrześniowa emigracja niepodległościowa na mapie kultury nie tylko polskiej, red. V. Vejs-Milewska,E. Rogalewska, Białystok 2009.
- Aleksander Madyda, Haupt. Monografia, Toruń 2012.
- Jestem bardzo niefortunnym wyborem. Studia i szkice o twórczości Zygmunta Haupta, red. A. Niewiadomski, P. Panas, Lublin 2018.
- Dorota Utracka, Strzaskana mozaika. Studium warsztatu pisarskiego Zygmunta Haupta, Toruń 2011.
- Stanisław Zając, Inna emigracja Zygmunta Haupta. Przyczynek do biografii, [w:] Paryż - Londyn - Monachium - Nowy Jork. Powrześniowa emigracja niepodległościowa na mapie kultury nie tylko polskiej, red. V. Vejs-Milewska,E. Rogalewska, Białystok 2009.
- Andrzej Niewiadomski, Przeciw entropii, przeciw Arkadii. O pisarstwie Zygmunta Haupta, Kraków 2021.
- Krzysztof Rutkowski, W stronę Haupta, "Teksty Drugie" 1991, nr 1-2.